# Навозов, Василий Иванович
Василий Иванович Навозов  (1862, Москва — 12 августа 1919, Петроград) — русский художник, иллюстратор книг, живописец-жанрист.

## Биография
Василий Иванович Навозов родился в 1862 году в Москве. В 1874—1880 годах учился в Москве в Строгановском училище (ныне Московская художественно-промышленная академия имени С. Г. Строганова) технического рисования. Выучился на специалиста по бытовому орнаменту. К художнику обращались клиенты с заказами на прорисовку дверей, церковных подсвечников, люстр.  В справочнике «Весь Петербург, 1912» среди лиц, сотрудничавших с фирмой Фаберже, был «Навозов Василий Иванович, классный художник, статский советник. СПб Сиротский институт императора Николая II, Рисовальная школа Общества поощрения художеств. Пушкинская улица. 11».
Продолжил художественное образование Василий Иванович в Московском училище живописи, ваяния и зодчества (1880—1882). Там он учился у И. М. Прянишникова, В. Г. Перова, Е. С. и П. С. Сорокиных. По окончании училища поступил учиться в натурный класс Императорскоя Академии художеств. В 1883 году был удостоен двух (большой и малой) серебряных медалей за этюд и рисунок, в 1884 году удостоен большой серебряной медали.
В 1886 году Василий Иванович получил звание классного художника второй степени за исполнение картины «Святая Ирина вынимает стрелы у Святого Себастьяна». В 1889 году был удостоен звания классного художника первой степени за картину «Даровая столовая»
Василий Иванович Навозов был известен также, как иллюстратор и живописец-жанрист. Сотрудничал с периодическими изданиями Петербурга: «Север», «Нива», «Всемирная иллюстрация», «Ласточка». Был иллюстратором книг, среди которых издания «Беловежская Пуща» Г. П. Карцова (1903) и «Палестина» А. А. Суворина (1898). Его рисунки использовались в качестве заставок-иллюстраций, концовок, инициалов, маргиналий (на полях). Рисунки размещались как в тексте, так и на отдельных листах. Иллюстрации делались в технике тоновой литографии.
В свое время В. Навозов сопровождал в путешествиях великого князя Владимира Александровича, в 1885 находился, как иллюстратор, в свите Его Высочества, путешествующего в Остзейские губернии (Прибалтика).
Василий Иванович Навозов принимал участие в академических выставках, в выставках Общества русских акварелистов, Общества им. А. И. Куинджи,  Товарищества русских художников-иллюстраторов и других. Работал в области жанровой и портретной живописи.

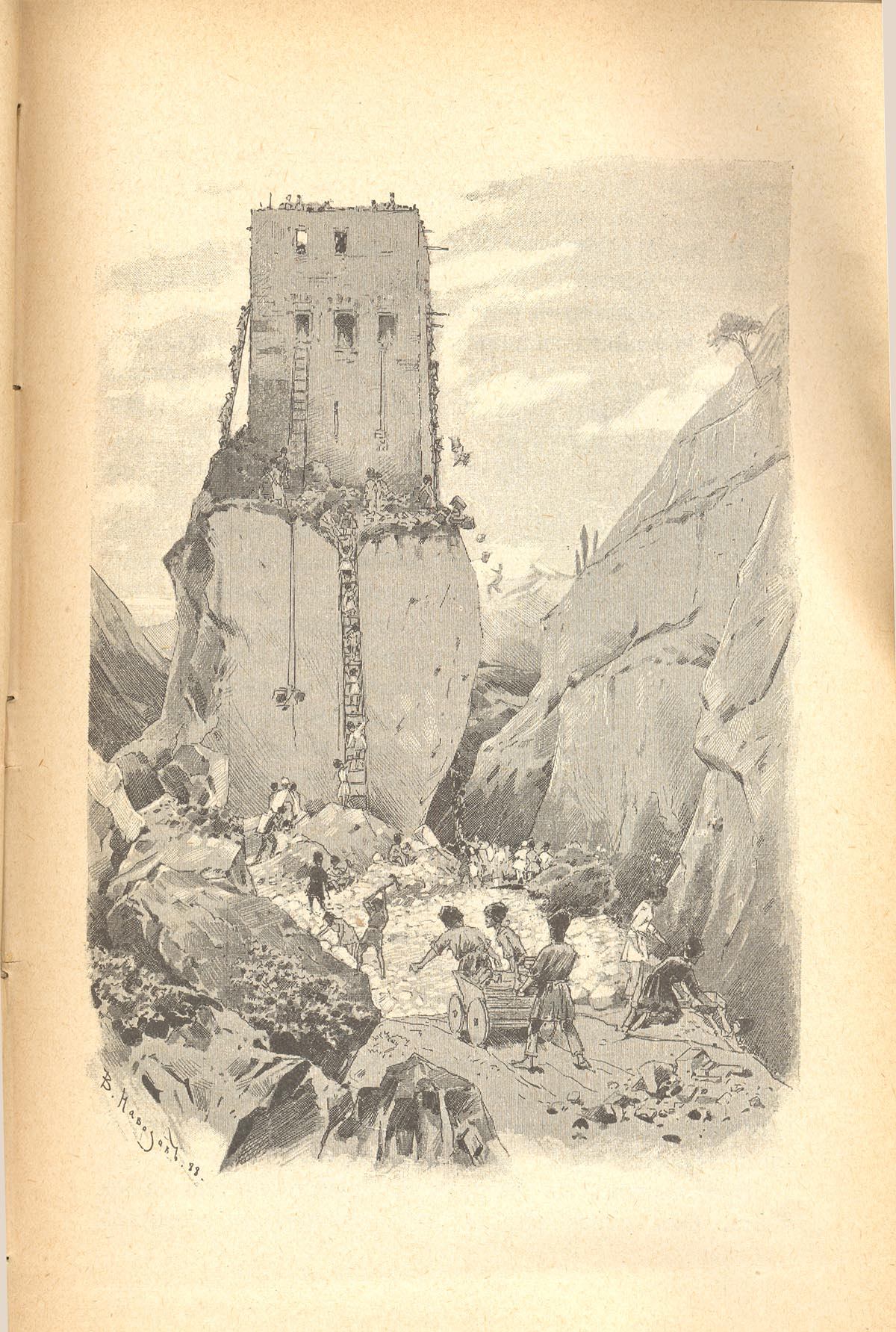
В. Навозов. Иллюстрации к книге Засодимского П. В. «Бывальщины и сказки»

В настоящее время произведения Навозова находятся в Государственном Русском музее, Научно-исследовательском музее Российской Академии художеств, Государственном литературном музее и других.
Похоронен на кладбище Александро-Невской лавры.